# 東京反訳
東京反訳株式会社（とうきょうはんやく、英: Tokyo Hanyaku Co., Ltd.）は、東京都豊島区に本社を置く、テープ起こしや文字起こし、それに付随する字幕作成、翻訳などを行う会社である。設立は2006年。上場企業を含む民間企業や大学・研究機関を主な顧客とし、その他、各界の研究者、メディア、組合、医療、公共機関などから年間2万件超を受注している（同社公式サイトより）。顧客との原稿や成果物のやり取りは主にネットを介して行うため、顧客は全国に持つ。本社のほか大阪に支店がある。

## 沿革
- 2006年 - 文字起こし専門会社として東京・東池袋に東京反訳株式会社設立。
- 2009年 - 東池袋サンシャイン通りのポプラビルに移転。
- 2010年 - ベテランのワーカー（文字起こし作業者）を講師に招き、ワーカー研修会を開催。以降毎年開催[2]。
- 2012年
  - プライバシーマークを取得。
  - 南池袋に移転。
  - コーポレートキャラクター「はんやくん」誕生。
- 2013年
  - 出張作業プランとセキュリティルームプランを導入。
  - 音声認識ラボの開始。
- 2014年
  - 大阪支店を開設。
  - 本社事務所を増設、セキュリティルームを完備。
- 2015年 - 文字起こし活用推進協議会入会。
- 2016年 - 文字起こし求人サイトJobstyleを開始。
- 2017年
  - スキャンサービスを開始。
  - 第7回オフィスサービスEXPOに初出展。
- 2018年 - 総依頼件数が100,000件を突破。
- 2019年 - AI学習用文字起こし（アノテーションサービス）を開始。
- 2020年 - ISO27001（ISMS）の認証を取得。

## サービス
文字起こし・テープ起こし
録音、録画された会議や会合の音声を文字化し、議事録等を作成するサービス
字幕作成
動画に付与する字幕を作成するサービス。原稿となる音源の文字起こしから必要に応じて翻訳などもワンストップで行う

## 特徴
- 社内にセキュリティルームがある。情報流出などに対するセキュリティ対策を完備し、書き起こし作業に同ルームを使用するプランを用意している（同社公式サイト[3]より）。
- 同社のグループ会社「東京アーカイブセンター」ではサイト上で完結する自動文字起こしサービスを提供。

## 主な加盟団体
- 東京商工会議所
- 豊島法人会
- 文字起こし活用推進協議会
- フリーランス協会